# Ligne de Lens à Ostricourt
La ligne de Lens à Ostricourt est une ligne ferroviaire française, électrifiée et à double voie. Située dans les départements du Pas-de-Calais et du Nord, en région Hauts-de-France, elle relie la gare de Lens à la ligne de Paris-Nord à Lille, en gare d'Ostricourt.
Elle est construite par la Compagnie des chemins de fer du Nord, qui la met en service en 1860 ; c'est alors le premier tronçon ouvert du chemin de fer des houillères. La ligne est majoritairement parallèle à la route nationale 43, de Lens à jusqu'à Hénin-Beaumont, et majoritairement en ligne droite sur une bonne partie du trajet. Depuis 2003, elle est reliée à la plate-forme multimodale de Dourges, appelée Delta 3. Elle est principalement utilisée par le réseau TER Hauts-de-France et par le fret.
Elle constitue la ligne no 284 000 du réseau ferré national.

## Histoire

### Chronologie
- 26 juin 1857 : concession de Lens à Leforest (tronçon du chemin de fer des houillères de la Compagnie des chemins de fer du Nord)[2] ;
- 6 octobre 1860 : mise en service de Lens à Leforest par la Compagnie du Nord[2].

### Origine de la ligne
La convention signée le 21 juin 1857 entre le ministre des Travaux publics et la Compagnie des chemins de fer du Nord accorde à la Compagnie sept nouvelles lignes, dont un chemin de fer des houillères d'une longueur d'environ 85 km, « d'un point à déterminer de la ligne de Lille à Calais et à Dunkerque, vers la ligne de Paris à Lille, ledit chemin de fer aboutissant en deux points à déterminer, d'une part d'Arras à Douai, de l'autre, de Douai à Lille ». Cette convention est approuvée par un décret impérial le 26 juin suivant. La ligne de Lens à Ostricourt est une branche de cet ensemble et est un court tronçon de 17 kilomètres. La convention prévoyait qu'il devait prendre son origine en gare de Lens et s'embrancher sur la grande ligne entre Ostricourt et la gare de Leforest.
Les travaux, retardés en 1859 par des difficultés pour acquérir les terrains nécessaires, reprennent une activité soutenue après un décret d'urgence pris par le gouvernement pour accélérer les procédures d'expropriations. À Lens, les travaux de construction de la station, située au sud de la ville, débutent en 1860. La mise en service du tronçon de Lens à Leforest a lieu le 6 octobre 1860.

### Électrification
L'électrification de Lens à Ostricourt est mise en tension le 22 octobre 1957 par la Société nationale des chemins de fer français (SNCF).

## Caractéristiques

### Tracé
Juste après avoir quitté la gare de Lens et l'autoroute A211, la ligne de Lens à Ostricourt se dirige vers la voie la plus à gauche. Directement après la bifurcation et le pont au-dessus de la rue Voltaire à Sallaumines qui sont proches de quelques mètres, la ligne se divise encore en deux. La voie partant vers le nord est la ligne de Lens à Don - Sainghin tandis que la ligne Lens - Ostricourt se poursuit vers la gauche en suivant jusqu'à Hénin-Beaumont la route nationale 43 (RN43). Le point d'arrêt de Pont-de-Sallaumines se situe juste avant le raccordement de la ligne vers la gare de Don - Sainghin.
Quelques mètres après, la ligne passe au-dessus de la route départementale 263 (RD263). Sur une quasi ligne droite, la voie s'arrête au Coron-de-Méricourt puis sinue un peu pour rejoindre la gare de Billy-Montigny et continue presque en ligne droite. En arrivant aux portes d'Hénin-Beaumont, la voie, après une légère courbe, traverse la route départementale 919 pour atteindre la gare d'Hénin-Beaumont. À cet endroit, la ligne ne longe plus la route nationale 43 puisque la voie ferrée traverse la route grâce à un pont qui a été construit au-dessus de cette voie routière.
Toujours sur des lignes droites parfaites, la voie passe en quelques mètres en dessous de l'autoroute A21, de la LGV Nord et de l'autoroute A1 au niveau de l'échangeur d'Hénin-Beaumont-Lens puis s'arrête à la gare de Dourges. Après avoir traversé la rue Jean-Jaurès, elle continue en quasi ligne droite, et passe le canal de la Deûle. Quelques mètres plus tard, la ligne monte vers la plate-forme multimodale de Dourges, appelée Delta 3. Enfin la ligne s'achève avec une double bifurcation sur la ligne de Paris-Nord à Lille à la hauteur d'Ostricourt dans le département du Nord alors que la partie précédente se situe dans le Pas-de-Calais.

### Ouvrages d'art
La ligne n'a pas d'ouvrage d'art notable, mais de rares ponts traversent uniquement des routes. Le plus long doit être celui au-dessus de l'autoroute A211, mais il reste de faible développement.
Toutefois, avec la construction de la ligne, il fallut couper la RN43 à hauteur d'Hénin-Beaumont. L'idée retenue fut de passer en dessous de la voie ferrée. Cette partie de la route nationale était surnommée, dès sa construction, le « pont souterrain » et a conservé son appellation.

### Équipement
La ligne, à double voie, est électrifiée comme la totalité de la région Nord-Pas-de-Calais en courant alternatif 25 kV ; elle est également équipée du block automatique lumineux (BAL), du contrôle de vitesse par balises (KVB) et d'une liaison radio sol-train sans transmission de données.

### Vitesse limite
La vitesses limite sur l'ensemble de la ligne en 2012 est de 90 km/h pour tous les types de trains.

## Exploitation
Lors de l'ouverture de la ligne en 1860, la compagnie des chemins de fer du Nord met en service deux trains de fret par jour pour relier Lille et Douai. Ils sont chargés avec le charbon des « concessions de Lens, Courrières et Dourges ».
La ligne est aujourd'hui exploitée par les TER Hauts-de-France de la SNCF. Elle permet des liaisons depuis Lens en direction de Lille-Flandres via Libercourt et la ligne de Paris-Nord à Lille, ainsi que des liaisons entre Lens et Douai. Commercialement, la ligne Lens - Lille par Ostricourt est dénommée C41, tandis que les trains reliant Douai à Lens circulent sous le numéro de ligne P42. Quelques TGV InOui empruntent également cette ligne, notamment reliant Paris-Nord à Valenciennes et Douai avec rebroussement à Lens. Enfin, des trains de fret de diverses entreprises sont présents sur cette ligne, notamment dû à la présence de la plate-forme multimodale Delta 3 à hauteur de Dourges.